# Platystomatichthys
Platystomatichthys is een monotypisch geslacht van straalvinnige vissen uit de familie van de antennemeervallen (Pimelodidae).

## Soort
- Platystomatichthys sturio (Kner, 1858)